# Hound Dog Taylor and the HouseRockers
| Recensione   | Giudizio        |
| ------------ | --------------- |
| AllMusic     | [ 1 ]           |
| Sputnikmusic | 4.1 (Excellent) |

Hound Dog Taylor and the HouseRockers è il primo album discografico solistico del chitarrista blues statunitense Hound Dog Taylor (a nome Hound Dog Taylor and the HouseRockers), pubblicato dall'etichetta discografica Alligator Records nel 1971.

## Tracce
Lato A
Brani composti da Hound Dog Taylor, eccetto dove indicato.
1. She's Gone – 3:46
2. Walking the Ceiling – 3:12
3. Held My Baby Last Night – 4:14 (Elmore James)
4. Taylor's Rock – 3:50
5. It's Alright – 3:10
6. Phillips' Theme – 5:27

Lato B
Brani composti da Hound Dog Taylor, eccetto dove indicato.
1. Wild About You, Baby – 3:35 (Elmore James)
2. I Just Can't Make It – 3:15
3. It Hurts Me Too – 3:47
4. 44 Blues – 2:52 (Tradizionale)
5. Give Me Back My Wig – 3:31
6. 55th Street Boogie – 2:59

## Formazione
The HouseRockers
- Hound Dog Taylor - chitarra solista, voce
- Brewer Phillips - seconda chitarra
- Ted Harvey - batteria

Note aggiuntive
- Hound Dog Taylor, Bruce Iglauer, Wesley Race - produttori
- Registrazioni effettuate il 25 maggio e nel giugno del 1971 al Sound Studios di Chicago, Illinois[5]
- Stu Black - ingegnere delle registrazioni
- Peter Amft - fotografie e design album
- Michael Trossman - logo design
- Wesley Race - note di retrocopertina album
- Ringraziamenti a: Joyce e Sandy Sutherland, Demetrius e Bea Van Geffen
- Ringraziamenti speciali a: Bob Koester (della Delmark Records)[6]